# Eutreta apicalis
Eutreta apicalis är en tvåvingeart som först beskrevs av Daniel William Coquillett 1904.  Eutreta apicalis ingår i släktet Eutreta och familjen borrflugor. Inga underarter finns listade i Catalogue of Life.